# Félix Caignet
Félix Benjamín Caignet Salomón (San Luis, 31 de março de 1892 – Havana, 25 de maio de 1976) foi um escritor, poeta, roteirista, jornalista, radialista, crítico de teatro, cantor, compositor  e ator cubano, autor de radionovelas de grande sucesso, como O Direito de Nascer, exibida em vários países e com várias reedições ao longo do tempo.

## Biografia
Filho de imigrantes franco-haitianos que cultivavam café e cana-de-açúcar, nasceu em Santa Rita de Burenes, povoado de San Luis, em Santiago de Cuba, cidade para onde mudou-se criança pois a família enfrentou problemas financeiros. Cresce nos subúrbios, ouvindo os populares contadores de casos, em sua maioria velhos negros descendentes de escravos, que lhe forneceram os elementos para as futuras novelas.
Trabalhou em diversos lugares e, autodidata, colabora em jornais escrevendo sobre espetáculos, logo se introduzindo no meio cultural.
Na década de 1930 inicia-se na emissora de rádio CMKC, num programa infantil matinal — "Buenas tardes, Muchachitos" (sic) — contando histórias inspiradas nas que ouvia em criança. Mais tarde apresenta outro programa infantil — "Chilín y Bebita" — desta feita um seriado, sendo Caignet um pioneiro em programas infantis na rádio cubana, tendo ainda cunho educativo.
Ali irradia uma canção infantil de 1932 do teatro Rialto, chamada "El ratoncito Miguel" — que era uma crítica ao ditador Gerardo Machado. O fato lhe rende uma prisão por 3 dias no Quartel de Moncada — sendo libertado pela intercessão dos pais das crianças que lhe eram afeiçoadas em razão do seu programa.
No ano seguinte começa a consagrada série Las Aventuras de Chan Li Po, primeiro seriado policial do país, do qual a primeira fase do seriado chamou-se La serpiente roja", onde explora o suspense de modo a prender o espectador para o episódio seguinte, desenvolvendo a técnica de formar o hábito de os ouvintes acompanharem o enredo da história.
Escreve já definitivamente ao público adulto, com aventuras de Aladim e a Lâmpada Maravilhosa, de 1941, ou O Ladrão de Bagdá, de 1946.
Em 1948 tem a estreia de El derecho de nacer, sua primeira radionovela e também em Cuba. O gênero havia sido criado por Luis Aragón, em 1939, sendo o pioneiro na América Latina, o que fez de Cuba o principal exportador deste produto aos demais países ibero-americanos.

## Obras
Dentre as obras escritas ou com participação contam-se:
- La serpiente roja (1937) (roteiro)
- Angelitos negros (1948) (ator)
- Los ángeles de la calle (1952 — novela para TV)
- El derecho de nacer (1952 — novela para o rádio)
- Los que no deben nacer (1953) (autor)
- ¿Mujer... o fiera? (1954) (enredo)
- El monstruo en la sombra (1955) (enredo)
- Fuerza de los humildes (1955) (novela)
- Tesoro de Isla de Pinos (1956) (novela "Ángeles de la Calle")